# Liste der Kulturgüter in Etoy
Die Liste der Kulturgüter in Etoy enthält alle Objekte in der Gemeinde Etoy im Kanton Waadt, die gemäss der Haager Konvention zum Schutz von Kulturgut bei bewaffneten Konflikten, dem Bundesgesetz vom 20. Juni 2014 über den Schutz der Kulturgüter bei bewaffneten Konflikten sowie der Verordnung vom 29. Oktober 2014 über den Schutz der Kulturgüter bei bewaffneten Konflikten unter Schutz stehen.
Objekte der Kategorie A sind im Gemeindegebiet nicht ausgewiesen, Objekte der Kategorie B sind vollständig in der Liste enthalten, Objekte der Kategorie C fehlen zurzeit (Stand: 1. Januar 2023).

## Kulturgüter
| Foto |                                                                                 | Objekt                                                                                                | Kat. | Typ | Standort                        | Beschreibung |
| ---- | ------------------------------------------------------------------------------- | --- | ---- | --- | ------------------------------- | ------------ |
| ja   | Datei hochladen · Wikidata zu Schloss (ehemaliges Priorat) mit Park (Q29890776) | Schloss Etoy (ehemaliges Priorat) mit Park / Château d’Etoy (ancien prieuré) avec parc KGS-Nr.: 06068 | B    | G   | La Prieuré 10 521864 / 148812   |              |
| ja   | Datei hochladen · Wikidata zu Haus mit Arkaden (Q29890780)                      | Säulenhaus / Maison aux arcades KGS-Nr.: 06069                                                        | B    | G   | La Prieuré 2 521813 / 148786    |              |
| BW   | Datei hochladen · Wikidata zu Reformierte Kirche Saint-Nicolas (Q29890779)      | Reformierte Kirche Saint-Nicolas / Église réformée Saint-Nicolas KGS-Nr.: 06070                       | B    | G   | Le Prieuré 12.1 521841 / 148820 |              |